# Scrophularia granitica
Scrophularia granitica är en flenörtsväxtart som beskrevs av Klok. och A. Krasnova. Scrophularia granitica ingår i släktet flenörter, och familjen flenörtsväxter. Inga underarter finns listade i Catalogue of Life.